# Commissariat du peuple aux affaires militaires et navales de la RSFSR
Le Conseil des commissaires du peuple aux affaires militaires et navales (russe : Совет Народных Комиссаров по Военным и Морским Делам) est la toute première agence gouvernementale militaire de la Russie soviétique initialement nommée « Commission des affaires de la guerre et de la marine ». Le conseil est créé le 8 novembre 1917 (au lendemain de la révolution d'Octobre) sur le décret du 2e Congrès panrusse des soviets « pour la création du gouvernement provisoire des ouvriers et des paysans » qui était le nom du Sovnarkom russe.
L'affaire Kornilov (initiée par Alexander Kerensky), aboutissant à la détention du commandant en chef suprême russe Lavr Kornilov et la bolchevisation des Soviets a également joué un rôle majeur dans l'établissement de la présence militaire soviétique. Le conseil a progressivement dépassé l'autorité du ministère de la guerre de la république russe, modifiant complètement la politique de défense de la Russie.